# Общество «Севан» (Сочи)
Общество Севан — армянское сообщество по консолидации армян города Сочи и близлежащих районов. Штаб-квартира находится в Адлере.
Председателем является Оксен Мумджян, заместитель Топик Кочкоян. Имеется юношеская команда «Севан».

## История

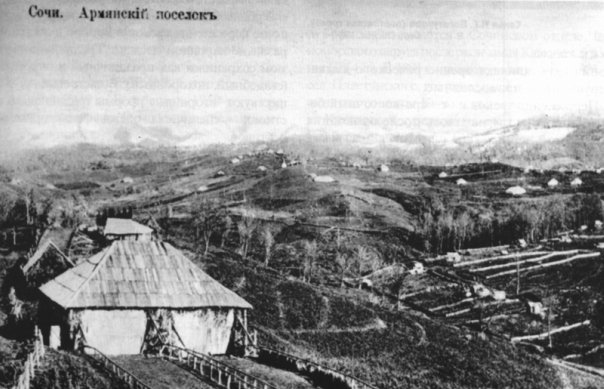
Армянский переселенческий посёлок около Сочи. 1910-е гг.

Армяне в Сочи являются вторым по численности народом после русских. Национальное общество «Севан» было создано в 1997 году. Оно активно сотрудничает с Арменией в самых различных областях.
Общество «Севан» зарегистрировано 15 лет назад, его первым председателем был избран Оганес Чепнян. В Сочи и его окрестностях проживает более 100 тысяч армян, которые в силу разных исторических причин селились на берегу Чёрного моря с конца XIX века.
После распада СССР количество армян увеличилось за счет переселенцев из Абхазии, Нагорного Карабаха, Азербайджана, Армении, Грузии. Главной задачей общины «Севан» является консолидация армян, сохранение языка, культуры, традиций. Наша миссия — помогать нашим соотечественникам. С 2002 года функционирует армянская школа, где родному языку обучаются более 80 учеников. Существует вокально-хоровой ансамбль Центрального района города Сочи — «Севан». Общество уделяет большое внимание спорту, поддерживанию армянских спортсменов. Чемпион мира среди юниоров по боксу Эдуард Амбарцумян находится под опекой общества «Севан».